# حوجفع یکم
| V10A | V28 | I10 · I9 | G1 | G41 · G37 | V11A | G7 |

| V10A | V28 | I10 · I9 | G1 | G41 · G37 | V11A | G7 |

حوجِفَع یکم نام مستعار یکی از پادشاهان مصر باستان بوده‌است که تصور می‌شود در دودمان دوم فرمانروایی می‌کرده. زمان و طول دقیق دوران فرمانروایی او مشخص نیست؛ فهرست پادشاهان تورین زمانی ۱۱ ساله برای پادشاهی او ذکر می‌کند در حالی که تاریخ‌نویس مصری مانثون بر این باور بود که او ۴۸ سال فرمانروایی کرد. مصرشناسان این هر دو تاریخ را بزرگنمایی می‌دانند و حدس می‌زنند که دوران حکومت او بیشتر از ۲ سال نبوده باشد.

## توضیحات اسم
نام او تنها در دو منبع فهرست پادشاهان سقاره و فهرست تورین دیده می‌شود. در هر دو منبع حوجِفَع فرعون پس از شاه نفرکاسوکار عنوان شده و خع‌سخم‌وی نیز کسی که پس از او بر تخت نشست.